# Super Phoenix
Pour les articles homonymes, voir Phoenix.
Ne doit pas être confondu avec Superphénix.
Pour plus de détails, voir Fiche technique et Distribution.
Super Phoenix est un film québécois réalisé par Sylvie Rosenthal, sorti en 2007.

## Synopsis
Phoenix Jones, un conseiller de 38 ans, dynamique et très dévoué, souffre d'épuisement professionnel à la suite de plusieurs mises à pied à l'agence de voyages pour laquelle il travaille.

## Distribution
- Patrick Baby : Client malade
- Marie-Ève Beauregard : Fillette
- Markita Boies : Fille
- Raymond Bouchard : Monsieur V
- David Boutin : Phoenix Jones
- Pierre Chagnon : Président
- Julie Deslauriers : La Réceptionniste
- Anne Dorval : La femme sans emploi
- Maxim Gaudette : Fiancé
- Isabelle Gaumont : Fiancée
- Diane Lavallée : Madame Laruche
- Huguette Oligny : Mère
- Jean Saucier : Conseiller en voyages
- Denis Trudel : Jeune homme

## Récompenses
Prix du Jury au Yorkton Short Film & Video Festival (Canada)